# البطولات الوطنية الأمريكية 1913 (كرة مضرب)
قائمة بالأبطال في 1913 البطولات الوطنية الأمريكية لكرة المضرب (المعروفة الآن باسم أمريكا المفتوحة):

## الكبار

### فردي رجال
ماورايس ماكلوجلين هزم  ر. نوريس ويليامز 6-4 5-7 6-3 6-1

### فردي سيدات
ماري براوني هزم  دوروثي جرين 6-2, 7-5